# Верона (уступ)

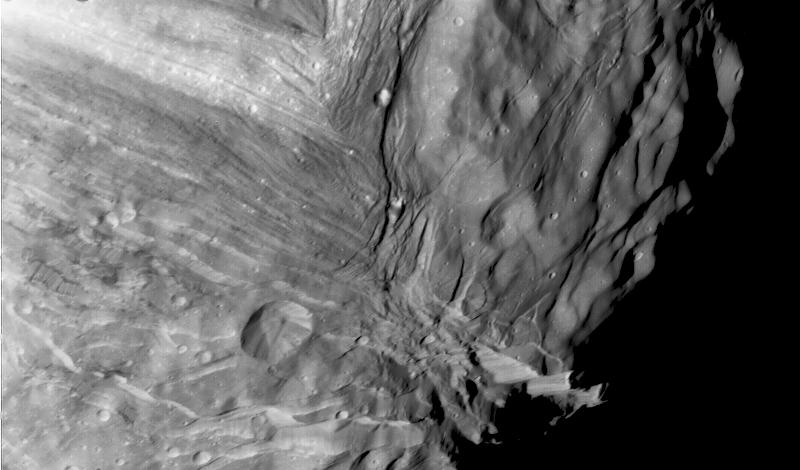
Околиці Verona Rupes. Вгорі видно перетяту область Inverness Corona та уступ Argier Rupes

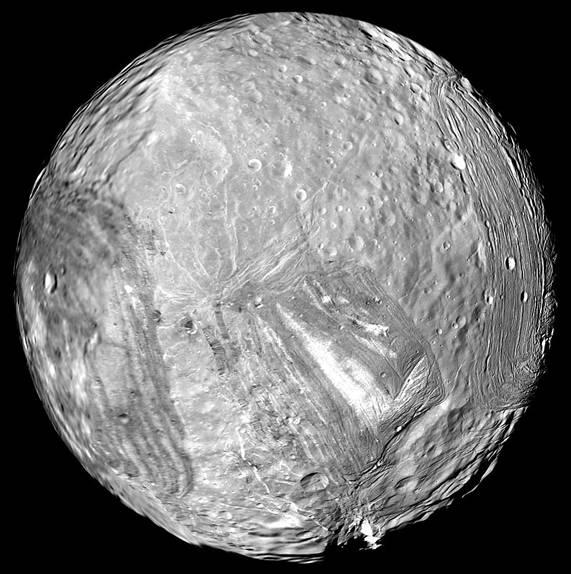
Міранда. Verona Rupes — на нижньому краю; перетята прямокутна область вище — Inverness Corona. Південний полюс у центрі

Уступ Верона (лат. Verona Rupes) — уступ на Міранді, супутнику Урана. Імовірно, найвище відоме урвище Сонячної системи. Координати центру — 18,3°S, 12,2°W. Утворює західний бік величезного грабену, що відходить від корони Інвернесс (лат. Inverness Corona) на північ. На півдні з'єднується з уступом Алжир (Argier Rupes), що тягнеться вздовж західного краю цієї корони. З верхнього (західного) боку уступу знаходиться кратерована область Сицилія (Sicilia Regio), а на сході (за грабеном) — аналогічна область Дунсінан (Dunsinane Regio).

## Відкриття та найменування
Verona Rupes був відкритий 1986 року на знімках «Вояджера-2». Під час фотографування північна частина уступу була в тіні й залишилася недослідженою. Інших його знімків станом на 2014 рік не існує — жоден інший космічний апарат ще не досліджував Міранду зблизька.
Цей уступ отримав ім'я італійського міста Верона, де жили Ромео і Джульєтта, згідно з правилом називати деталі поверхні Міранди (окрім кратерів) на честь географічних об'єктів, що фігурують у творах Шекспіра. Міжнародний астрономічний союз затвердив цю назву 1988 року.

## Опис та інтерпретація
Оцінки висоти Verona Rupes варіюють у широких межах: від 5 до 20 кілометрів. Якщо правильна друга оцінка, то це найвище відоме урвище Сонячної системи: воно більш ніж у 10 разів вище за стіни Великого каньйону. Це було зафіксовано в Книзі рекордів Гіннеса. Падіння з такої висоти на Міранді зайняло б 12 хвилин. Втім, за результатами детального дослідження, висота Verona Rupes лежить у межах 5–15 км і зменшується до краю відзнятої частини.
Ймовірно, цей уступ утворився завдяки розлому зі скидом: на його схилі видно вертикальні сліди, що могли з'явитися при взаємному русі й терті блоків кори. З іншого боку, вони можуть бути наслідком осипання породи.